# Обтяження (прапор)
У вексилології обтяження — це додавання символу або гербової фігури до прапора. Наприклад, прапор Нової Зеландії є британським Синім кормовим прапором з додаванням Південного Хреста.
У контексті вексилології слово «обтяження» не несе негативних конотацій, на відміну від загального вживання. Він просто вказує на відмінність прапора від прапора іншого власника шляхом додавання елементів. Наприклад, багато державних прапорів формуються шляхом обтяження національного прапора гербом.

## Історія
Там, де країни проходять через зміни режиму з контрастними ідеологічними орієнтаціями (монархічна/республіканська, фашистська/демократична, комуністична/капіталістична, світська/релігійна тощо) — усі вони, незважаючи на свої відмінності, претендують на відданість спільній національній спадщині, вираженій у шануванні національного прапора. Буває, що новий режим обтяжує цей прапор своєю власною специфічною емблемою, зберігаючи при цьому основний дизайн прапора незмінним.  Такі мінливі ідеологічні емблеми з часом з'явилися, серед іншого, на прапорах Італії, Угорщини, Румунії, Німеччини (Східної), Ефіопії та Ірану. В результаті під час Угорської революції 1956 року та Румунської революції 1989 року повстанці зірвали з національного прапора емблему режиму, якому вони протистояли, і розмахували прапором, з яким вони ототожнювалися.
Вже обтяжений прапор може бути додатково обтяжений. Наприклад, прапор Австралії – це обтяжений синій кормовий прапор Великої Британії. Прапор австралійських прикордонних сил додатково обтяжений словами «австралійські прикордонні сили» друкованими літерами.
У Сполучених Штатах Кодекс прапора забороняє обтяжувати національний прапор написом або будь-якою іншою емблемою, зображенням або знаками. Проте, такі прапори є комерційно доступними, на них зображені печатки різних родів військ США, об’єкти, пов’язані з індіанцями, такі як томагавки чи військові капелюхи тощо.
Зазвичай асоціації футбольних вболівальників, які виїжджають за кордон на матч, розробляють національний прапор, що обтяжений назвою свого рідного міста або аналогічним місцевим ідентифікатором.